# Abelvattnet
Abelvattnet, sydsamiska Aapije, nordsamiska Áepeje, är en sjö i Storumans kommun i Lappland som ingår i Umeälvens huvudavrinningsområde. Sjön är 61,3 meter djup, har en yta på 32,6 kvadratkilometer och befinner sig 663,2 meter över havet.
Abelvattnet befinner sig mellan Södra Storfjället och Arefjället. Sjön avvattnas av Gejmån via Björkvattnet till Umeälven.

## Före uppdämningen
Abelvattnet utgjordes före uppdämningen av en västlig och en östlig sjö som avskildes av ett ganska smalt och grunt sund, Mittisundet. Detta sund har varit en plats där samerna låtit sina renhjordar simma över. Abelvattnet ligger i en dalgång som fortsätter in i Norge och som sedan gammalt utnyttjats som färdled mellan kulturbygderna vid Atlantkusten och fjällområdet. På norra sidan om Mittisundet fanns en koja och ett stall som i sen tid användes för övernattning under Norgefärderna.

## Fornlämningar
Vid Abelvattnet har hittats fem fångstgropssystem samt fem gravar, varav två från järnåldern och tre från senare tid. Det har också funnits många lämningar efter samisk kultur, exempelvis kåtor, förvaringsgropar och båthus. Många av lämningarna är idag överdämnda.

## Dammen och kraftstationen
Sjön dämdes 1961 av en 600 meter lång och 18 meter hög damm som fungerade som flerårsmagasin till Gejmåns kraftstation. Vattennivån i dammen varierar från 652 till 668 meter över havet. 2010 färdigställdes ett vattenkraftverk som utnyttjar den befintliga dammen och utloppstunnel. Kraftverket har en 4,6 MW kaplanturbin med en genomsnittlig årlig elproduktion på 14.7 GWh.

## Delavrinningsområde
Abelvattnet ingår i delavrinningsområde (726887-145380) som SMHI kallar för Utloppet av Abelvattnet. Medelhöjden är 750 meter över havet och ytan är 125,81 kvadratkilometer. Räknas de 33 avrinningsområdena uppströms in blir den ackumulerade arean 357,08 kvadratkilometer. Gejmån (Vuole-Gassasavon) som avvattnar avrinningsområdet har biflödesordning 2, vilket innebär att vattnet flödar genom totalt 2 vattendrag innan det når havet efter 383 kilometer. Avrinningsområdet består mestadels av skog (36 procent) och kalfjäll (36 procent). Avrinningsområdet har 33,78 kvadratkilometer vattenytor vilket ger det en sjöprocent på 26,8 procent.